# 台灣行動支付列表
臺灣行動貨幣儲值支付列表列出目前台灣各家行動支付產品，包含電子支付、電子票證、第三方支付。依法令規章的不同，主要的差異在於是否能支援轉帳及儲值功能。簡單來分，可轉帳的就是電子支付，而不可以轉帳、儲值的就是第三方支付，而電子票證是可儲值但不能轉帳。2020年立法院三讀通過「電子支付機構管理條例」修正案，將原本「電子支付」、「電子票證」二元化管理的法制統合為一。
行動支付是一種將實體支付工具與行動載具結合的支付方式，又分為近端與遠端交易。近端交易就是使用幾乎人手一台的智慧型手機付費；遠端交易則是透過電子商務網路交易。而目前最如火如荼發展的，就是近端交易。只要利用NFC技術或者QR Code，存在手機裡的實體卡片資料，就能透過感應或刷條碼的方式被讀取、完成交易。
行動支付業者依本業類型，大致可以分為五大類：金融端（包括信用卡業者與銀行業者）、支付端（包括支付業者、信託服務管理業者、電子票證業者）、商務端（包括零售業者、電商業者、遊戲業者）、用戶端（包括行動載具業者、網通軟體業者）與電信資服端（電信業者、資服業者），各業者紛紛推出自有的行動支付或第三方支付方案，彼此既競爭又合作，共同開創新的支付服務與商業模式。

## 行動支付法規
- 行動金融卡
- 行動信用卡 （页面存档备份，存于）
- 電子票證 （页面存档备份，存于）
- 電子支付 （页面存档备份，存于）(2021年7月1日起整合電支與電票)

## 行動支付模式
- 在行動裝置上加裝感應設備，如早期曾有在手機殼內夾帶悠遊卡晶片；
- 使用電信商提供的交易平台；
- 使用近場無線通訊（Near Field Communication, NFC）技術和行動裝置，連結信用卡、金融卡等卡片，使用時開啟App進行支付；
- 直接使用App掃描條碼，再透過網路連接信用卡刷卡或金融卡轉帳系統；
- App形式的電子錢包[8]。

## NFC行動支付

### eSE （embedded Secure Element，嵌入式安全元件）
- Apple Pay[9]
- Samsung Pay
- Fitbit Pay
- Garmin Pay

### UICC（Universal Integrated Circuit Card，通用積體電路卡）
- Hami Pay（中華電信股份有限公司）
- friDay理財+（遠傳電信股份有限公司)(已於2024/4/19終止服務）
- GtPay (亞太電信股份有限公司)（已於2023/10/1終止服務)

### HCE（Host Card Emulation，主機卡模擬）
- Google Pay
- 台灣Pay
  - 台灣行動支付（臺灣行動支付股份有限公司）
- 玉山 Wallet（玉山商業銀行股份有限公司）
- Hami Pay（中華電信股份有限公司，同時藉由串聯HCE及TSM票證聯名卡，提供信用卡感應及票證卡自動加值）

## 掃碼支付

### 金融機構及關聯機構APP

#### 台灣Pay QR Code共通支付標準
- 台灣行動支付（臺灣行動支付股份有限公司）
- 臺銀隨身Pay（臺灣銀行股份有限公司）
- 土銀行動Pay（臺灣土地銀行股份有限公司）
- 合庫E Pay（合作金庫商業銀行股份有限公司）
- 一銀行動支付（第一商業銀行股份有限公司）
- 華銀支付（華南商業銀行股份有限公司）
- 彰銀錢包（彰化商業銀行股份有限公司）
- 兆豐行動支付（兆豐國際商業銀行股份有限公司）
- 臺灣企銀行動支付（臺灣中小企業銀行股份有限公司）
- Lucky PAY（台北富邦商業銀行股份有限公司）
- KOKO掃碼繳費（國泰世華商業銀行股份有限公司）
- 高雄銀行台灣Pay（高雄銀行股份有限公司）
- 王道銀行O-Bank掃碼繳費（王道商業銀行股份有限公司）
- Sunny Pay（陽信商業銀行股份有限公司）
- 陽信行動網銀Sunny Pay（陽信商業銀行股份有限公司）
- 三信商銀台灣pay（三信商業銀行股份有限公司）
- 農漁行動Pay（財團法人全國農漁業及金融資訊中心）
- 郵保鑣「台灣Pay」（中華郵政股份有限公司）
- e動郵局「台灣Pay」（中華郵政股份有限公司）
- 大咖DACARD App（永豐商業銀行股份有限公司）
- 玉山行動銀行掃碼支付（玉山商業銀行股份有限公司）
- 日盛銀行掃碼支付（日盛國際商業銀行股份有限公司）
- 新光銀行掃碼收付（臺灣新光商業銀行股份有限公司）
- 上海商業儲蓄銀行「行動網銀」顯示條碼（上海商業儲蓄銀行股份有限公司）
- 台新銀行「行動銀行」掃碼轉帳（台新國際商業銀行股份有限公司）
- 遠東商銀行動商銀 QR Code轉帳（遠東國際商業銀行股份有限公司）
- 中國信託行動銀行 Home Bank QR Code轉帳（中國信託商業銀行股份有限公司）
- i繳費（中國信託商業銀行股份有限公司）
- 台中二信行動APP行動支付（有限責任台中市第二信用合作社）
- 淡水一信行動銀行台灣Pay行動支付（有限責任淡水第一信用合作社）

#### EMVCo國際通用掃碼支付
- 台灣行動支付（臺灣行動支付股份有限公司）
- 豐錢包（永豐商業銀行股份有限公司）
- Richart Life（台新國際商業銀行股份有限公司）
- 渣打掃碼支付（渣打國際商業銀行股份有限公司）
- 合庫E Pay（合作金庫商業銀行股份有限公司）
- 一銀行動支付（第一商業銀行股份有限公司）
- 華銀支付（華南商業銀行股份有限公司）
- 彰銀錢包（彰化商業銀行股份有限公司）
- 兆豐行動支付（兆豐國際商業銀行股份有限公司）
- 臺灣企銀行動支付（臺灣中小企業銀行股份有限公司）

#### 台新卡得利錢包/Richard Life/LETSPAY/台新Pay
- LETSPAY更名「台新PAY」（台新國際商業銀行股份有限公司）
- 「台新卡得利CARDaily」正式更名「Richart Life」（台新國際商業銀行股份有限公司）
- Richard Life 支援 台新PAY

#### 玉山商業銀行掃碼支付
- 玉山Wallet/玉山行動銀行掃碼支付（玉山商業銀行股份有限公司）

#### Lucky Pay
- Lucky PAY（台北富邦商業銀行股份有限公司）

#### 直接付
- 直接付（中國信託商業銀行股份有限公司）

#### 其他金融機構APP
- 永豐行動銀行QR Code（永豐商業銀行股份有限公司）
- 大戶DAWHO QRCode轉帳（永豐商業銀行股份有限公司）
- 元大銀行QR Code轉帳（元大商業銀行股份有限公司）
- KOKO行動條碼（國泰世華商業銀行股份有限公司）
- 王道銀行O-Bank掃碼收付（王道商業銀行股份有限公司）

### 電子支付機構APP

#### 專營業者
- O' Pay 歐付寶（歐付寶電子支付股份有限公司）
- GAMA PAY 橘子支付（橘子支行動支付股份有限公司）
- ezPay 簡單付（簡單行動支付股份有限公司）
- PChome國際連（國際連股份有限公司）(已於113年6月起停止電子支付業務)
- 街口支付（街口金融科技股份有限公司）
- 全盈支付（全盈支付金融科技股份有限公司)
- 全支付（全支付電子支付股份有限公司)
- LINE Pay Money（連加電子支付股份有限公司籌備處），2025年7月17日核准，為第10家專營業者。[10][11][12]

#### 兼營業者（電子票證）
- 一卡通MONEY（一卡通票證股份有限公司）
- 悠遊付（悠遊卡股份有限公司）
- icash Pay愛金付（愛金卡股份有限公司）
- HAPPY GO Pay（遠鑫電子票證股份有限公司）（已於112年1月31日解散）

### 第三方、後支付平台業者App

#### 第三方支付
- LINE Pay（連加網路商業股份有限公司）
- Pi 拍錢包[13]（拍付國際資訊股份有限公司）
- SUN PAY 紅陽( 紅陽科技股份有限公司)
- 旺PAY（页面存档备份，存于）（旺沛大數位股份有限公司）

#### 後支付
- AFTEE （页面存档备份，存于）（恩沛科技股份有限公司）
- zingala銀角零卡 （页面存档备份，存于）（仲信資融股份有限公司）
- 樂分期 （页面存档备份，存于） &慢點付 （页面存档备份，存于） （二十一世紀數位科技股份有限公司）
- Atome （页面存档备份，存于） （新加坡商輕鬆享股份有限公司台灣分公司）
- BeautyPay （页面存档备份，存于） （亞太普惠金融科技股份有限公司）
- fasney （页面存档备份，存于） （美而快電商金融科技股份有限公司）
- Fula付啦 （页面存档备份，存于） （中國信託資融股份有限公司）

### 商店App
- 星禮程電子卡 （悠旅生活事業股份有限公司）
- 伯朗二代Lounge卡 （伯朗咖啡股份有限公司）
- cama pay（咖碼股份有限公司）
- i want card旺卡（大苑子開發股份有限公司）
- MOS CARD行動卡 （安心食品服務股份有限公司）
- 麥當勞點點卡 （和德昌股份有限公司）
- 六角美食通電子錢包（六角國際事業股份有限公司）
- OPEN錢包 （統一超商股份有限公司）
- My FamiPay（全家便利商店股份有限公司）
- Hi Pay（萊爾富國際股份有限公司）
- OK Pay（來來超商股份有限公司）
- skm pay （新光三越百貨股份有限公司）
- 微風錢包（微風廣場實業股份有限公司）
- Q Pay（京站實業股份有限公司）
- 大魯閣Pay（大魯閣實業股份有限公司）
- 101Pay（台北金融大樓股份有限公司）
- HAPPY GO Pay （鼎鼎聯合行銷股份有限公司）
- GM Pay（環球購物中心股份有限公司）
- PX Pay（全聯實業股份有限公司）
- 家樂福支付 （页面存档备份，存于）（家福股份有限公司）
- Watsons Pay（台灣屈臣氏個人用品商店股份有限公司）
- 台灣大車隊55688信用卡付款（台灣大車隊股份有限公司）
- 178電子支付（大都會衛星車隊股份有限公司）
- 中油Pay （台灣中油股份有限公司）
- 丁丁PAY電子支付（諾貝兒寶貝股份有限公司）
- EYE⁺ Pay（寶島光學科技股份有限公司）
- POYA Pay（寶雅國際股份有限公司）

### 其他類型App

#### 停車服務App
- 停車大聲公QR Code付款（宏碁智通股份有限公司）

#### 醫療費用支付服務App
- 醫指付QR-Code掃瞄付款（大洸醫院管理顧問股份有限公司）

#### 理財App
- friDay 57（遠傳電信股份有限公司）

## 其他行動支付
- uTagGO 自動扣繳（遠創智慧股份有限公司）
- 俥酷線上支付（庫網金融科技股份有限公司）
- 麻吉付（大聲公行動股份有限公司）
- 大聲公手機付款（宏碁智通股份有限公司）
- 醫指付輸入資料付款（大洸醫院管理顧問股份有限公司）